# Городское поселение город Каргат
Городско́е поселе́ние город Каргат — муниципальное образование в Каргатском районе Новосибирской области Российской Федерации.
Административный центр — город Каргат.

## История
Статус и границы городского поселения установлены Законом Новосибирской области от 2 июня 2004 года № 200-ОЗ «О статусе и границах муниципальных образований Новосибирской области»

## Население
| 2002   | 2010    | 2012  | 2013  | 2014  | 2015  | 2016  |
| ------ | ------- | ----- | ----- | ----- | ----- | ----- |
| 11 212 | ↘10 059 | ↘9998 | ↘9822 | ↘9735 | ↘9670 | ↘9598 |
| 2017   | 2018    | 2019  | 2020  | 2021  |       |       |
| ↘9532  | ↘9383   | ↘9175 | ↘9040 | ↘8318 |       |       |

## Состав городского поселения
| № | Населённый пункт   | Тип населённого пункта        | Население |
| - | ------------------ | ----------------------------- | --------- |
| 1 | Блокпост Капралово | посёлок                       | ↘17       |
| 2 | Казарма 3144 км    | посёлок                       | →0        |
| 3 | Каргат             | город, административный центр | ↘8316     |